# باقرآباد سفلی
باقرآباد سفلی، روستایی از توابع بخش مرکزی شهرستان اسلام‌آباد غرب در استان کرمانشاه ایران است.مردم این روستا به زبان کردی جنوبی لهجه کلهری تکلم میکنند.

## جمعیت
این روستا در دهستان حسن‌آباد قرار دارد و براساس سرشماری مرکز آمار ایران در سال ۱۳۸۵، جمعیت آن ۶۶۸ نفر (۱۳۹خانوار) بوده‌است.